# Campu Luntanu

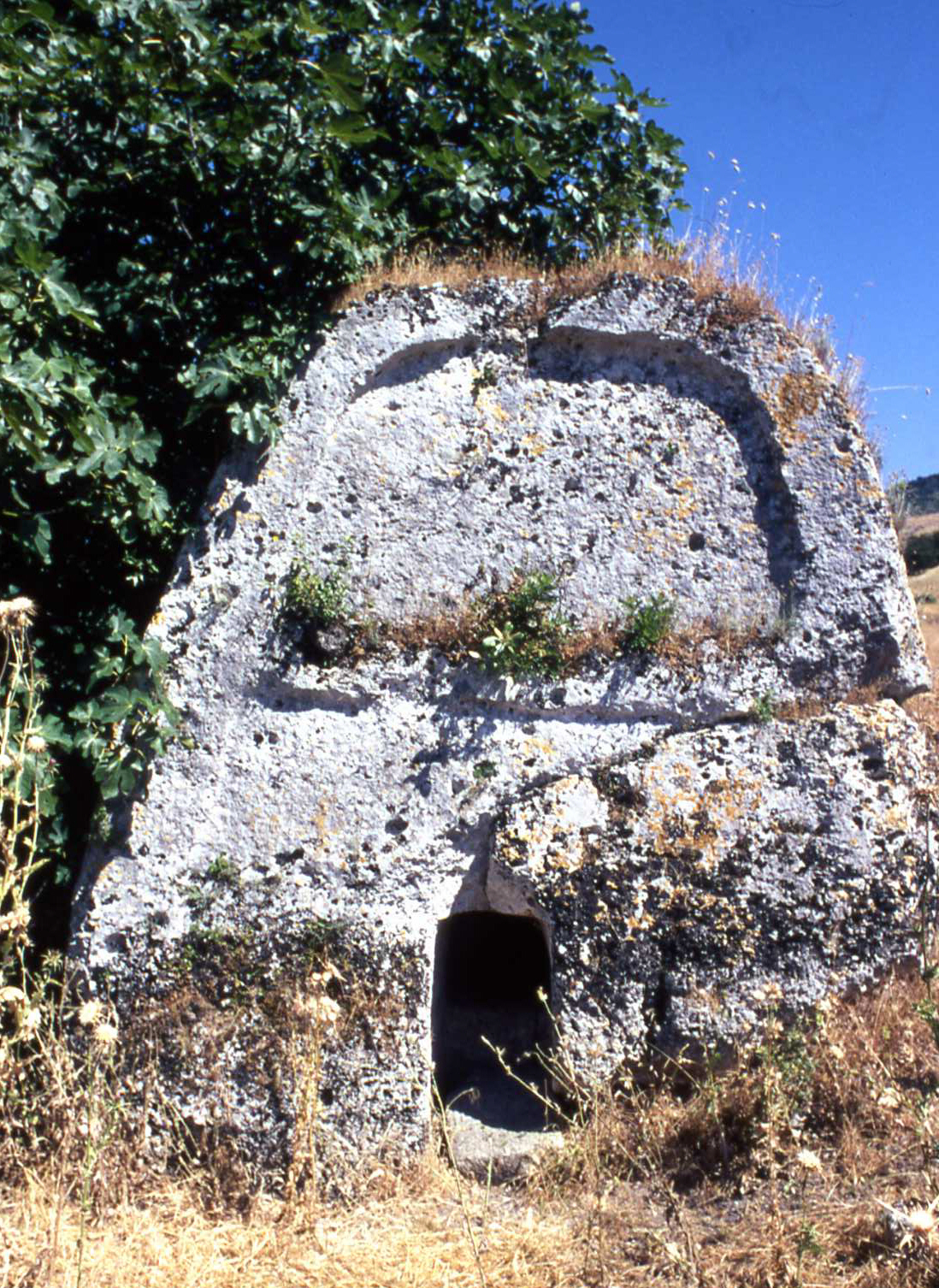
Eingangsseite des Campu Luntanu

Campu Luntanu (auch Lontanu genannt) ist ein ungewöhnliches Felsengrab der Nuraghenkultur, das nach Art der älteren Gigantengräber mit Portalstele mit einer architektonischen Front (italienisch Domus a prospetto architettonico) gestaltet worden ist. Es liegt, zusammen mit 102 anderen, registrierten vorzeitlichen Plätzen, (darunter 40 Nuraghen) in der Nähe von Florinas bzw. Ossi in der Metropolitanstadt Sassari auf Sardinien.

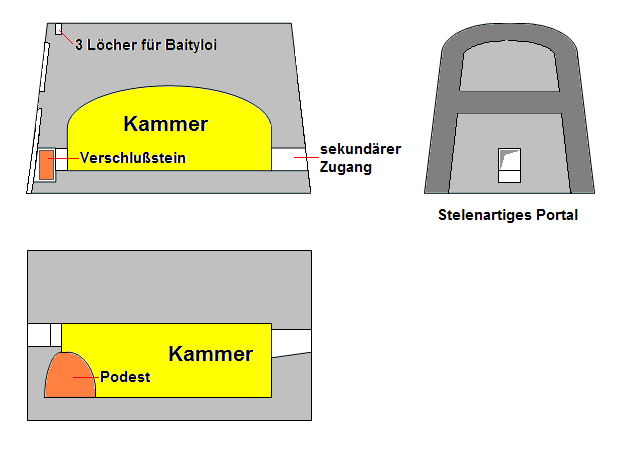
Schematische Darstellung Längsschnitt oben – Ansicht – Horizontalschnitt unten

Campu Luntanu hat gewisse Ähnlichkeit mit den in der Nähe liegenden Domus de Janas von Molafa, Mesu ’e Montes, Sa Rocca und Su Lampu und Su Carralzu, ist jedoch, anders als diese aus einer Felswand gemeißelten Anlagen, aus einem Monolithen hergestellt, der sich aus der Steilwand der Rocca Bianca gelöst hat und auf der Hochwiese liegen blieb. Dasselbe Phänomen trifft auf Paesanu, Su Crastu de Santu Eliseu auf Sardinien und den Dwarfie Stane auf der Insel Hoy der schottischen Orkney zu.

Campu Luntanu
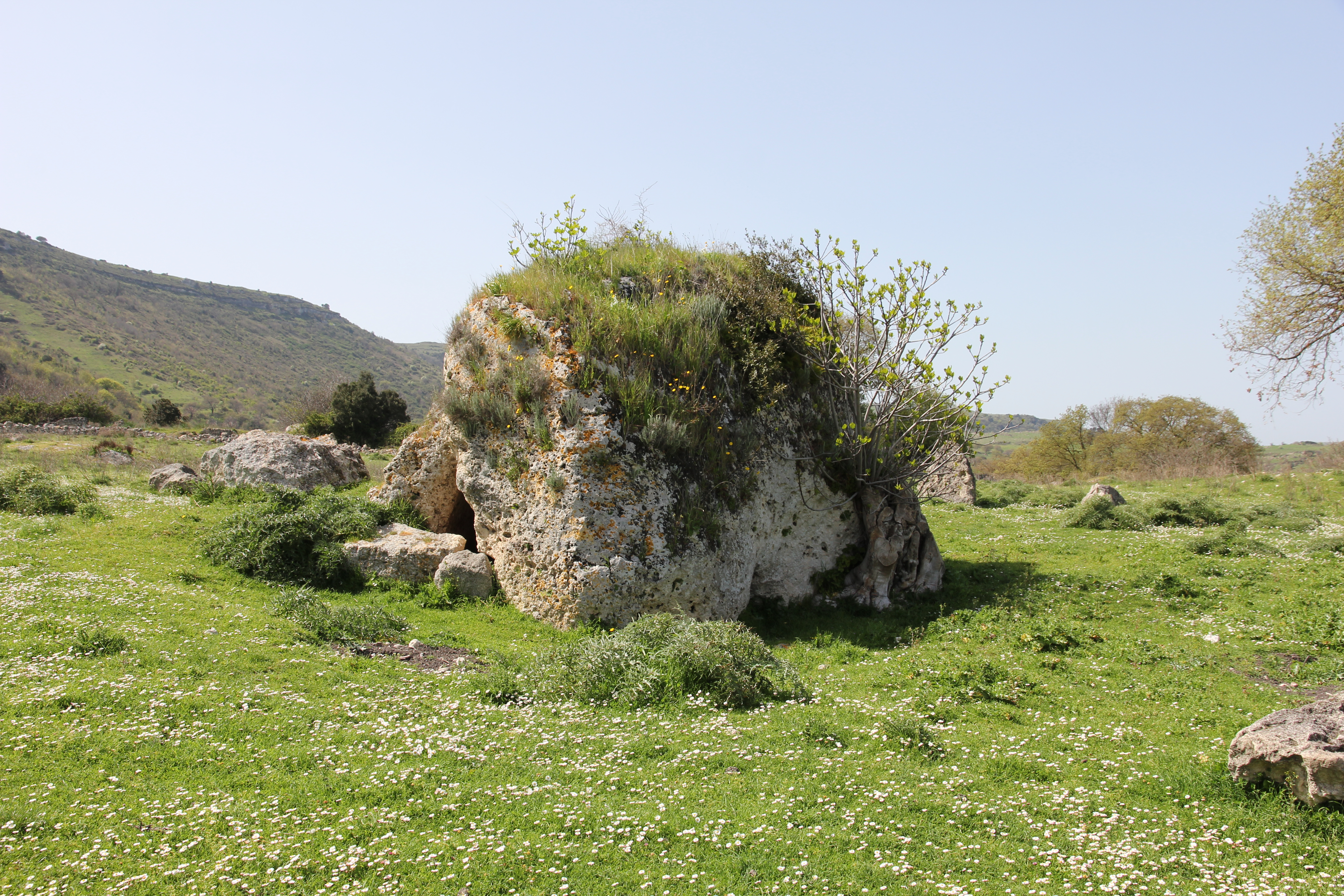
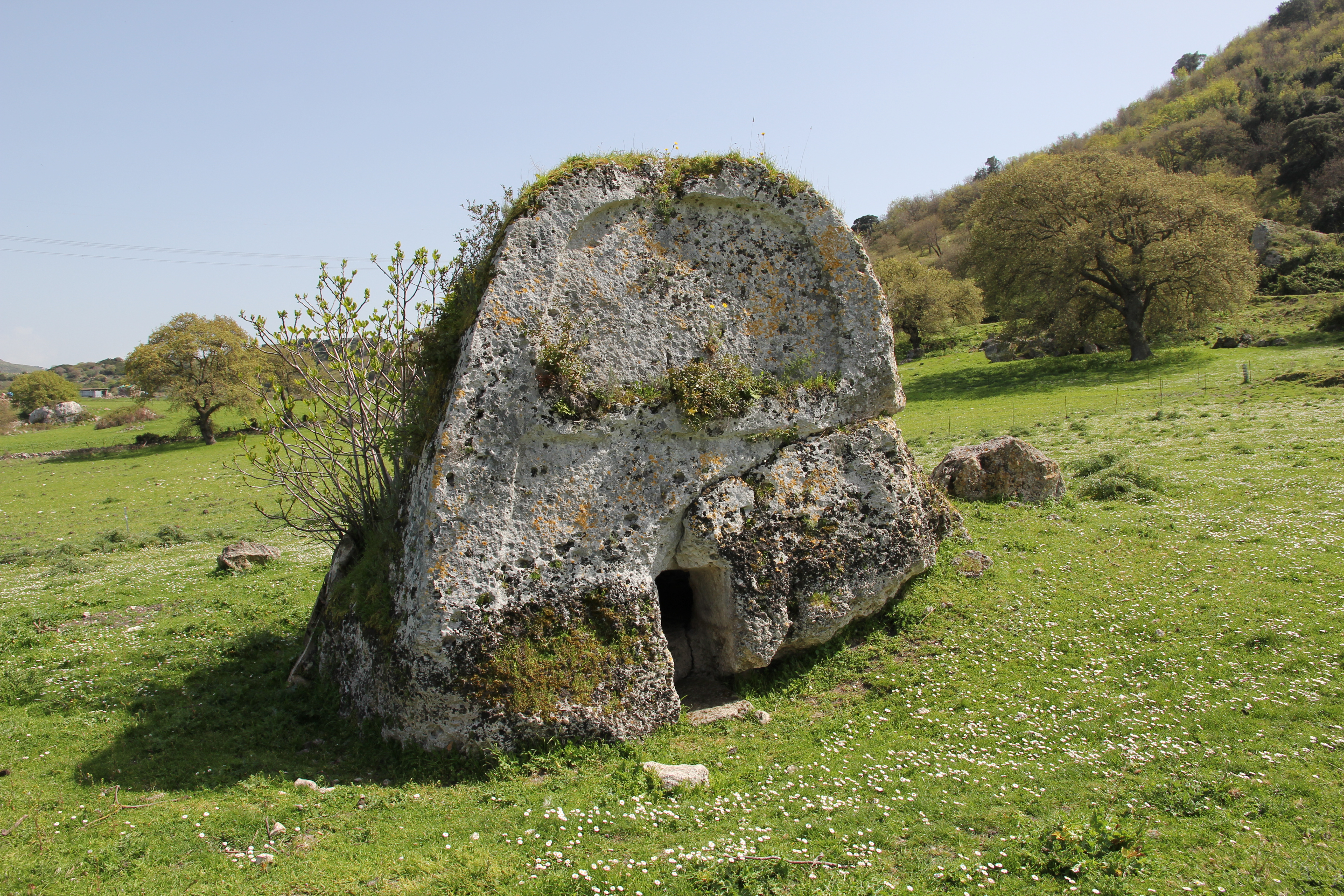
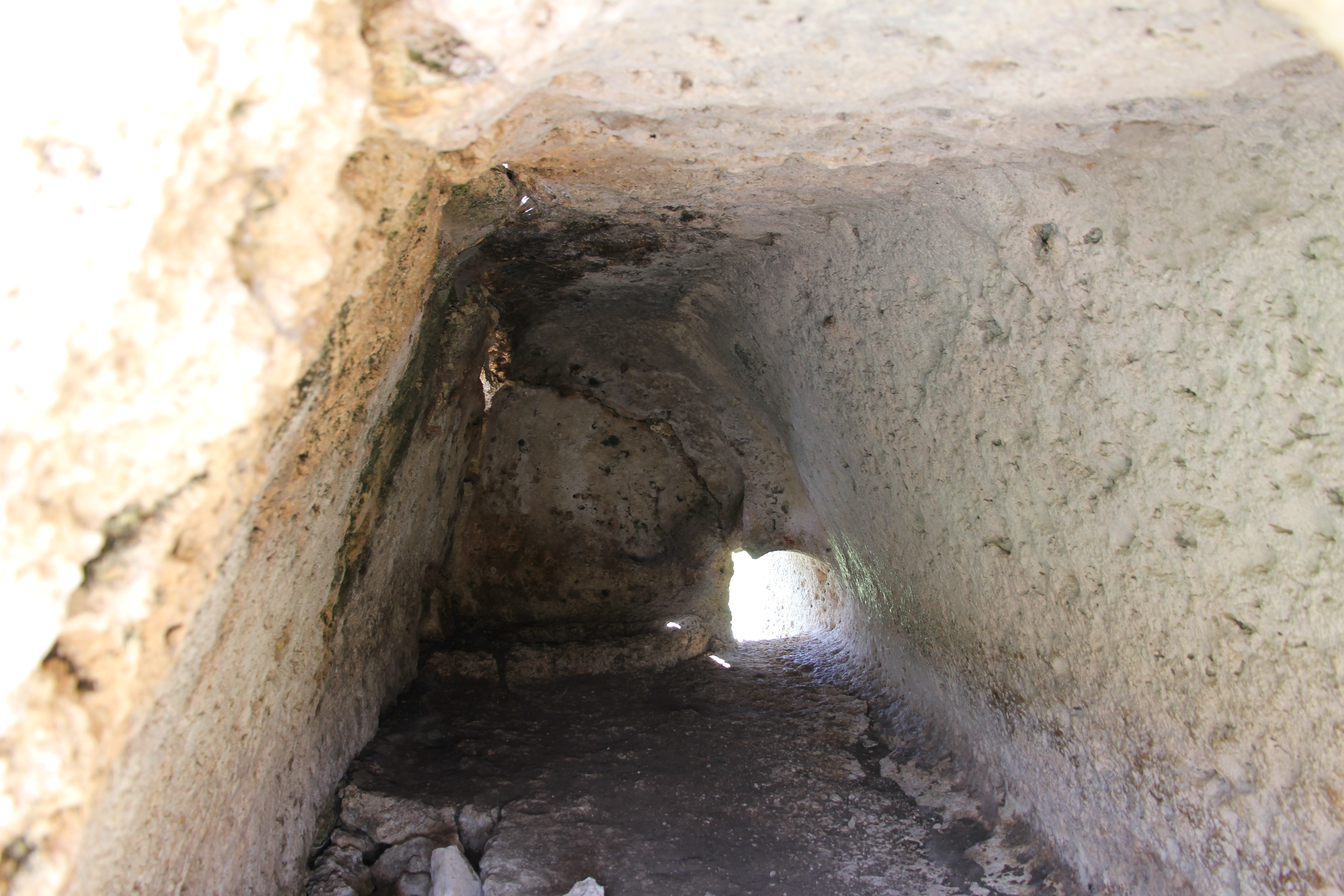
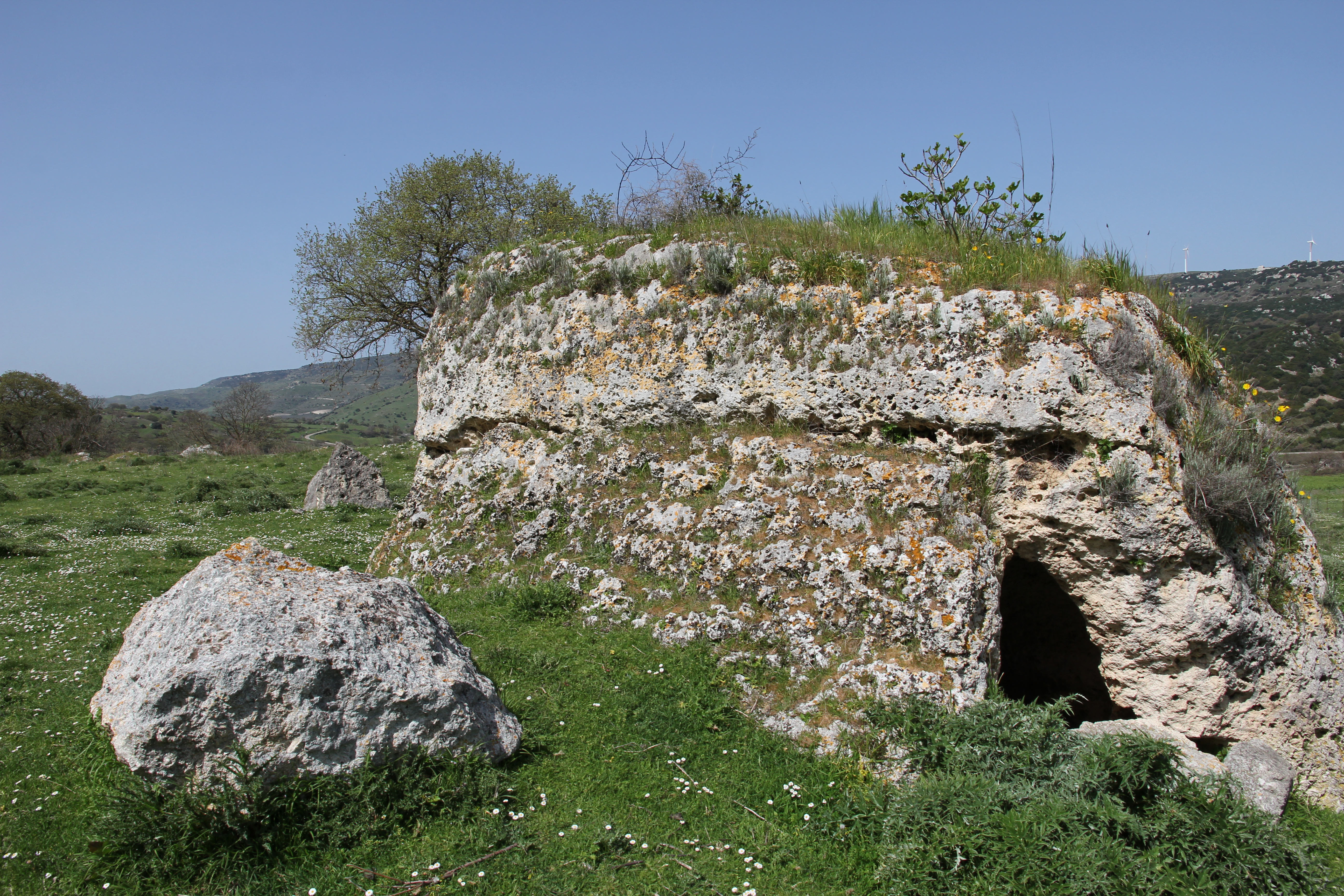

Die einseitig nach rechts versetzte Kammer ist so lang wie der Felsblock, in ihrer Breite jedoch schmaler als die Hälfte des Blocks. Da der Zugang jedoch linksseitig versetzt in die Kammer führt, entsteht der Eindruck der gesamte Block sei ausgehöhlt. Der Zugang ist gestuft, so dass die im vorderen Bereich eingesetzte Verschlussplatte Halt findet. Die Anlage hat einen zweiten Zugang, der später eingebaut wurde. Vorne rechts, neben dem Hauptzugang liegt ein nur leicht erhöhtes Podest.
In der Nähe liegen die Nuraghen Corvos, Sa Menta, Su Tumbone und die merkwürdig gestaltete Felsaushöhlung „Campu Luntanu II“